# Pompeia judiciaria
La lex Pompeia judiciaria va ser una antiga llei romana aprovada l'any 55 aC a proposta del cònsol Gneu Pompeu Magne. Restablia la llei Aurelia judiciaria amb algunes modificacions que afavorien als més rics. Una secció d'aquesta llei prohibia també elogiar els acusats en els judicis.